# Theo Adam
Theo Adam född Theo Siegfried Adam 1 augusti 1926 i Dresden, död 10 januari 2019 i Dresden, var en tysk operasångare (baryton).

## Filmografi
- 1991 - Thrillertrine